# Comando Marítimo de la Luftwaffe
El Comando Marítimo de la Luftwaffe (Luftwaffen-Kommando See) fue una unidad de la Luftwaffe durante el Tercer Reich.

## Historia
Fue formado el 4 de febrero de 1938 en Kiel desde el 6° Comando del Distrito Aéreo. Disuelto el 1 de febrero de 1939, y fue rempalzado por el General de la Fuerza Aérea adherida al Comandante en Jefe de la Marina. Subordinado por el Comandante en Jefe de la Fuerza Aérea, con el Estado Mayor en Kiel.

## Comandantes
- General Konrad Zander – (4 de febrero de 1938 – 1 de febrero de 1939)

## Jefes de Estado Mayor
- Coronel Hermann Bruch – (4 de febrero de 1938 – 1 de febrero de 1939)

## Orden de Batalla
Unidades:
- Comando de Armas Aérea de la Marina
- Comandante Antiaéreo Kiel en Kiel – (4 de febrero de 1938 – 1 de julio de 1938)
- Comando de Escuela de Vuelo y Batallón Marítimo de Reemplazo
- Comando Aéreo de Unidades de Servicio
- Grupo Aéreo de Manutención Marítima
- 16° Regimiento Aéreo de Comunicaciones en Kiel (4 de febrero de 1938 – 1 de julio de 1938)